# Бајрон (Небраска)
Бајрон (енгл. Byron) град је у америчкој савезној држави Небраска.

## Демографија
По попису из 2010. године број становника је 83, што је 61 (-42,4%) становника мање него 2000. године.
| Група             | 2000.       | 2010.       |
| Белци             | 138 (95,8%) | 83 (100,0%) |
| Афроамериканци    | 0 (0,0%)    | 0 (0,0%)    |
| Азијати           | 0 (0,0%)    | 0 (0,0%)    |
| Хиспаноамериканци | 1 (0,7%)    | 0 (0,0%)    |
| Укупно            | 144         | 83          |